# 毛平口管蚜
毛平口管蚜（学名：Trichosiphonaphis polygoniformosanis）为常蚜科毛腹管蚜屬下的一个种。